# Via crucis (Liszt)

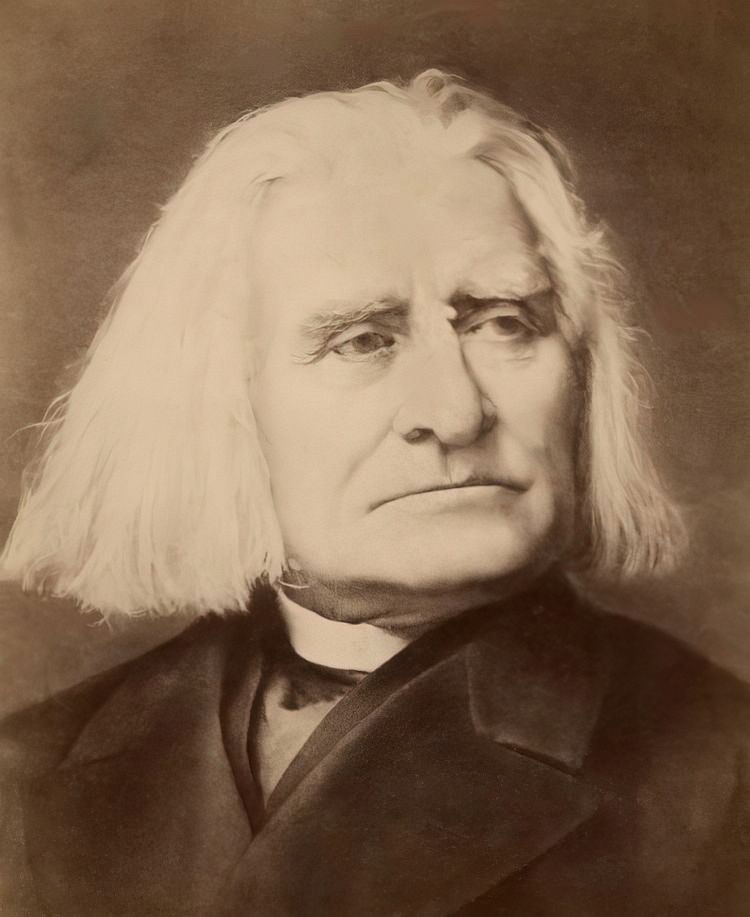
Franz Liszt

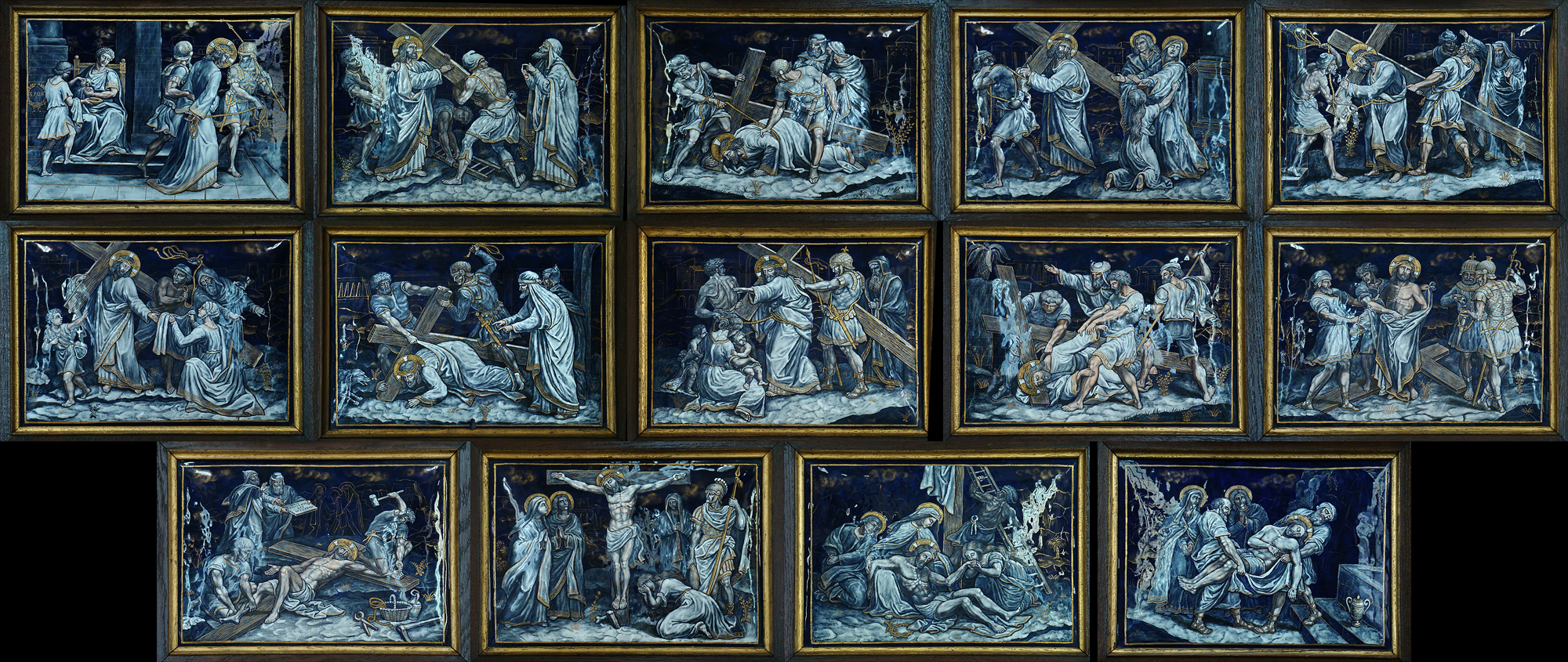
de veertien kruiswegstaties

Via crucis (Duits: Die 14 Stationen des Kreuzwegs) is een werk voor gemengd koor, solisten en orgel (dan wel harmonium) of piano van de Oostenrijks-Hongaarse componist Franz Liszt. Het werk is gewijd aan de veertien kruiswegstaties. Het is een van de laatste werken van Liszt.
Liszt begon met de compositie van dit werk terwijl hij in het najaar van 1878 in Rome verbleef en hij voltooide het in februari 1879 in Boedapest. Er zijn drie bronnen voor het werk overgeleverd: handschriften van eerste schetsen, die zich in Weimar bevinden, het handschrift van het gehele werk (in Boedapest) en een kopie hiervan (eveneens in Weimar). In de oorspronkelijke versie was voorzien orgelbegeleiding, later voegde Liszt hier een versie met pianobegeleiding aan toe.
Het werk neemt een bijzondere plaats in in het oeuvre van Liszt vooral omdat het een werk is van grote verstilling. Bijzonder is het werk ook omdat het de grenzen van de tot dan toe gangbare tonaliteit opzoekt. Het werk combineert unisono-zang (Staties I en XIV) met Lutheraanse hymnen (Staties IV en XII) en op Bach geïnspireerde koralen (Statie VI), terwijl een deel van de staties bestaat uit solopartijen voor orgel, dan wel piano. Liszt zelf had de bedoeling om het werk in het Colosseum uit te voeren, dan voorzien van harmonium-begeleiding.

## Indeling
Het werk volgt de veertien staties:
|       | Inleiding                                         | Vexilla Regis, tekst van Venantius Fortunatus                                                                                            |
| I.    | Jezus wordt ter dood veroordeeld.                 | Innocens ergo sum, Mattheus 27:24 |
| II.   | Jezus neemt het kruis op Zijn schouders.          | Eine Baritonstimme zingt Ave Crux, uit de tekst bij de inleiding                                                                         |
| III.  | Jezus valt voor de eerste maal onder het kruis.   | Mannenkoor zingt Jesus cadit, vrouwenkoor vervolgt met Stabat Mater                                                                      |
| IV.   | Jezus ontmoet Zijn Heilige Moeder.                | Orgelsolo |
| V.    | Simon van Cyrene helpt Jezus het kruis te dragen. | Orgelsolo |
| VI.   | Veronica droogt het aangezicht van Jezus af.      | Koraal O Haupt voll Blut und Wunden, tekst Paul Gerhardt, melodie Hans Leo Hassler                                                       |
| VII.  | Jezus valt voor de tweede maal.                   | Als statie III |
| VIII. | Jezus troost de wenende vrouwen.                  | Eine Baritonstimme zing Nolite flere super me, Lucas 23:28                                                                               |
| IX.   | Jezus valt voor de derde maal.                    | Als statie III |
| X.    | Jezus wordt van Zijn klederen beroofd.            | Orgelsolo |
| XI.   | Jezus wordt aan het kruis genageld.               | Mannenkoor zingt Crucifige, kruisigt hem                                                                                                 |
| XII.  | Jezus sterft aan het kruis.                       | Eine Baritonstimme zingt Eli, Eli, In manus tuas, Consummatum est (kruiswoorden) en het koor het koraal O Traurigkeit, tekst Johann Rist |
| XIII. | Jezus wordt van het kruis afgenomen.              | Orgelsolo |
| XIV.  | Jezus wordt in het graf gelegd.                   | Deels meerstemmige variatie op Vexilla Regis uit de inleiding                                                                            |